# Balaenicipitidae
Balaenicipitidae je porodica ptica iz reda Pelecaniformes, iako se tradicionalno svrstavala u rode (Ciconiiformes). Krupnokljuna roda je jedina postojeća vrsta, a njegov najbliži srodnik je batoglavka (Scopus umbretta), koji pripada drugoj porodici.
Ima sljedeće rodove:
- Balaeniceps[1]
- † Goliathia (mogla bi pripadati Balaenicepsu)[1]
- † Paludiavis[1]

## Zajedničke karakteristike
- Oštar kukasti vrh na gornjem kljunu[2]
- Brazda u gornjem kljunu ispod nosnih otvora[2]
- Okoštali septum[2]
- Preostali mišić ekspanzor sekundariorum ili ga nema[2]

## Vanjske poveznice
|  | Zajednički poslužitelj ima stranicu o temi Balaeniceps rex     |
|  | Zajednički poslužitelj ima još gradiva o temi Balaenicipitidae |
|  | Wikivrste imaju podatke o taksonu Balaenicipitidae             |